# Пшидавкі
Пшидавкі (пол. Przydawki) — село в Польщі, у гміні Собене-Єзьори Отвоцького повіту Мазовецького воєводства.
Населення — 68 осіб (2011).
У 1975-1998 роках село належало до Седлецького воєводства.

## Демографія
Демографічна структура станом на 31 березня 2011 року:
|          | Загалом | Допрацездатний вік | Працездатний вік | Постпрацездатний вік |
| -------- | ------- | ------------------ | ---------------- | -------------------- |
| Чоловіки | 33      | 2                  | 27               | 4                    |
| Жінки    | 35      | 3                  | 18               | 14                   |
| Разом    | 68      | 5                  | 45               | 18                   |